# Liste der Monuments historiques in Vaucresson
Die Liste der Monuments historiques in Vaucresson führt die Monuments historiques in der französischen Gemeinde Vaucresson auf.

## Liste der Bauwerke
| Bezeichnung | Beschreibung | Standort                                    | Kennzeichnung | Schutzstatus | Datum | Bild |
| ----------- | ------------ | ------------------------------------------- | ------------- | ------------ | ----- | ---- |
| Villa Stein |              | 17, rue du Professeur-Victor-Pauchet (Lage) | PA00088160    | Classé       | 2017  |      |

## Liste der Objekte
- Monuments historiques (Objekte) in Vaucresson in der Base Palissy des französischen Kultusministeriums